# Etienne Laurent Joseph Hippolyte Boyer de Fonscolombe
Étienne Laurent Joseph Hippolyte Boyer de Fonscolombe (Ais de Provença, 22 juliol 1772 - 13 febrer 1853) era un entomòleg francès que va especialitzar-se en coleòpters i himenòpters i en plagues d'insectes.

## Biografia

### Vida primerenca
Étienne Joseph Hippolyte Boyer de Fonscolombe era fill d'Emmanuel Honoré Hippolyte de Boyer (nascut a Aix el 1744, mort a Saint-Sauveur el 1810) un aristòcrata que va estudiar agronomia, escrivint sobre aquest tema en les Mémoires de l'académie d'Aix. Va ser educat al Collège de Juilly.

### Carrera
En acabar la seva educació el 1789, va assistir a les reunions de l'Assemblea Constituent a Versailles, amb Mirabeau. Més tard va ser empresonat per sospitós (1793–94). Eren temps perillosos i el seu pare va ser també empresonat en el període del Terror. Després del seu alliberament es va casar i va viure amb els seus pares i la seva sogra en el castell de Montverd.
Després de la mort del seu pare, el 1810 va llogar un pis de l'hotel d'Aix i el matrimoni va viure amb la seva mare, qui va dir que ell era "un entomòleg notable amb intel·ligència, bondat, virtut i coneixement". Hippolyte i el seu germà Marcellin de Fonscolombe mai es van deixar d'ocupar de les ciències naturals.
Des de 1833 va confiar l'administració de les propietats dels Fonscolombe al seu gendre, Adolphe de Saporta, i el 1848 va vendre Montverd, que la seva esposa havia heretat. A continuació, es va dedicar completament a l'entomologia. Com el seu pare, va publicar la major part del seu treball a les Mémoires de l'académie d'Aix.

### Mort
Va morir el 13 de febrer de 1853 a Ais de Provença.

## Llegat
La major part de la seva col·lecció és al Museu Nacional d'Història Natural de París i una part dels seus Apoïdeus es troben al Museu d'Història Natural de la Universitat d'Oxford.

## Treballs
- 1832. Monographia chalciditum galloprovinciae Circa aquas degentum. Annales des Ciències Naturelles (1) (Zoologia) 26: 273-307.
- 1840. Addenda et errata anunci monographium chalciditum galloprovinciae ciria aquas sextias degentum. Annales des Ciències Naturelles (2) 13: 186-192.
- 1840. Des insectes nuisibles à l'agriculture principalement dans les départements du midi de la France. Mémoires de l'Académie de Ciències d'Aix, 5 p. 5–225.

## Abreviació zoològica
L'abreviatura Boyer de Fonscolombe s'empra per a indicar a Etienne Laurent Joseph Hippolyte Boyer de Fonscolombe com a autoritat en la descripció i taxonomia en zoologia.